# JAMA Psychiatry
JAMA Psychiatry  (2013 年まで:Archives of General Psychiatry) は、アメリカ医師会が発行している査読付き学術雑誌のこと。「JAMA」の姉妹誌。精神医学、メンタルヘルス、行動科学、および関連分野の研究をカバーしている。1919年に創刊され、1959 年に「Archives of Neurology」と「 Archives of General Psychiatry」という2つの別々の雑誌にに分割された。2013 年に、それぞれ「JAMA Neurology」と「JAMA Psychiatry」に名称がが変更された。

## Abstracting and indexing
この雑誌は、Index Medicus/MEDLINE/PubMedで要約され、索引付けされている 。ジャーナルサイテーションレポート による2021年のインパクトファクターは25.911 で精神医学分野では155誌中3位にランクされている。